# Komper
Komper ist eine Siedlung bei Arle, einem Ortsteil der Gemeinde Großheide im ostfriesischen Landkreis Aurich. 
Die Siedlung liegt südöstlich von Arle.